# Expedició d'exploració dels Estats Units

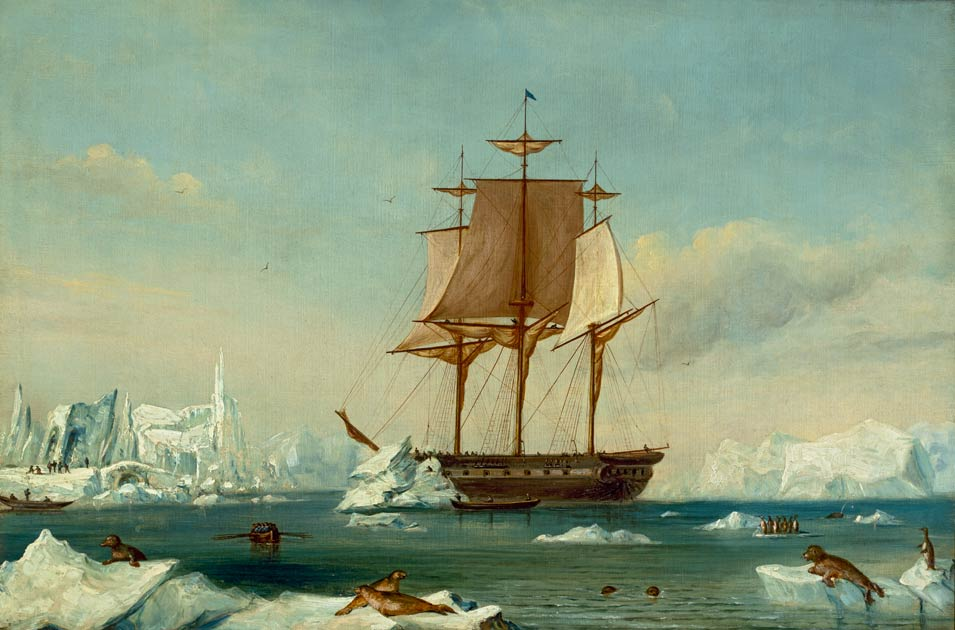
El USS Vincennes, buc insignia de l'expedició, a l'Antàrtida, 1840

L'Expedició d'exploració dels Estats Units, també coneguda com l'Expedició Wilkes o U.S. Ex. Ex. fou una expedició exploratòria empresa per la Marina dels Estats Units en el període 1838-1842, amb la finalitat d'explorar l'oceà Pacífic i els territoris adjacents. L'expedició investigà, entre altres localitats, nous territoris a la Polinèsia, l'Antàrtida i les terres que poc després constituirien el Territori d'Oregon. L'expedició fou resultat de la voluntat nacional de que els Estats Units es convertís en una potència científica, capaç de fer aportacions científiques del mateix nivell que les de països d'Europa com França i el Regne Unit, que en aquell moment dominaven el progrés científic en diversos àmbits. L'expedició va retornar als Estats Units amb valuoses dades i material provinent de les zones explorades. El tinent Charles Wilkes va comandar l'expedició.

## Antecedents i preparacions
Als Estats Units de la primera meitat del segle xix, l'oceà era considerat com la frontera amb més potencial d'expansió, doncs el Pacífic era un oceà relativament desconegut on s'especulava que podrien existir recursos diversos. A més, la possibilitat de contactar amb noves poblacions a través de l'oceà interessava a comerciants que buscaven nous mercats. La comunitat científica, a més, mostrava interès per l'estudi dels pols del planeta. Una teoria, formada per l'escriptor John Cleves Symmes, que va gaudir de cert suport en la comunitat científica, postulava un model de la Terra buida, amb un interior que era accessible per grans forats als pols. Tot i que aquesta teoria no era universalment acceptada, va estimular un sentiment de curiositat pels pols del planeta. Entre 1828 i 1836, Jeremiah N. Reynolds, autor i explorador que va desenvolupar un interès pels pols després d'escoltar les teories de Symmes, va pressionar el govern per a que financés una expedició d'exploració al Sud, aconseguint que, el 1836, el Congrés dels Estats Units aprovés un pressupost de 150,000 dòlars per a una expedició d'exploració al Mar del Sud. La presència de detractors de l'expedició en les institucions administratives, notablement el Secretari de la Marina Mahlon Dickerson, va endarrerir la seva partida, fins que l'entusiasme del nou president Martin Van Buren impulsà el projecte.
La responsabilitat de comandar l'expedició recaigué sobre el tinent Charles Wilkes, que tingué la seva oportunitat després que Thomas ap Catesby Jones, l'opció inicial, renunciés a participar-hi. Tot i que Wilkes disposava de poca experiència naval, els seus profunds coneixements d'agrimensura i magnetisme el van ajudar a obtenir la plaça.
L'expedició aspirava a recopilar informació de tota classe sobre les àrees explorades. Per aquesta raó, l'expedició va comptar amb acadèmics i investigadors d'àmbits com la història natural (precursora de la biologia), la geodèsia, la geologia, l'antropologia i la filologia. El govern va seleccionar sis vaixells per a l'expedició: els sloops de guerra USS Vincennes i USS Peacock, la fragata USS Relief, el bergantí USS Porpoise i les goletes USS Sea Gull i USS Flying Fish.

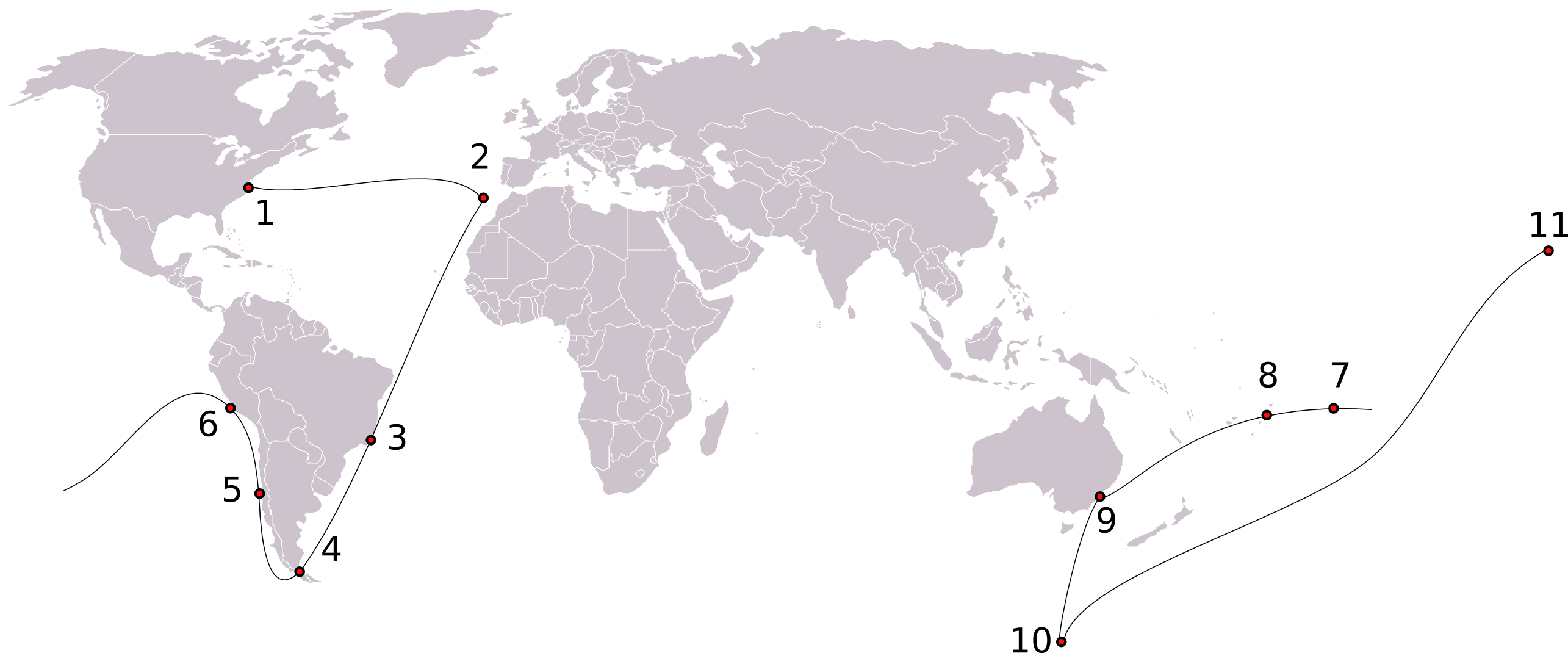
Primera part de l'expedició

## L'Expedició
L'expedició va salpar de Norfolk el 18 d'agost de 1838, rumb a Madeira, amb la intenció d'aprofitar els vents que portarien l'esquadra a Río de Janeiro, on l'expedició va estudiar la fauna local i va dur a terme experiments de magnetisme. Seguidament, l'expedició va navegar en direcció a Patagònia, on a més de realitzar noves observacions científiques esperaven creuar exitosament el Cap d'Hornos. A Patagònia, l'expedició va estudiar la topografia de la boca del Río Negro. Des de Patagònia, l'expedició va navegar cap al Sud, amb la intenció de superar el record de navegació meridional, establert per James Cook el 1774, que havia arribat a la latitud 71° 10' sud abans de topar amb un camp de gel infranquejable. L'expedició no ho va aconseguir, tot i que es va apropar a uns 177 quilòmetres de l'Antàrtida. L'expedició després es va encarar al Nord, parant a Xile i el Perú. En aquest temps, la goleta Sea Gull va desaparèixer, presumiblement a causa d'un naufragi. La fragata USS Relief, considerada massa lenta com per continuar essent un participant productiu de l'expedició, va rebre l'ordre de retornar als Estats Units via Sydney. El 12 de juliol de 1839, l'expedició es va endinsar al Pacífic en direcció a la Polinèsia, arribant a l'arxipèlag de les Tuamotu el 13 d'agost i a Tahití l'11 de setembre. A Austràlia, l'expedició va realitzar un nou intent d'explorar l'extrem sud del planeta, sortint de Sydney el mes de desembre i albirant l'Antàrtida el 16 de gener, cabotejant una part desconeguda del continent, actualment anomenada Terra de Wilkes. El descobriment i posterior reconeixement de més de 2400 quilòmetres de costa va servir per demostrar que l'Antàrtida tenia dimensions continentals. L'expedició va tornar cap al Nord, arribant a les Illes Fiji el 4 de maig. Allà, l'expedició va cartografiar extensivament el grup d'illes, de les quals es disposava de poca informació en aquell moment. A l'illa de Rewa, el capità Hudson, comandant segon de l'expedició, va capturar a Ro Veidovi, un cap local el qual consideraven responsable de la mort de la tripulació del vaixell mercant Charles Doggett a mans dels nadius de l'illa sis anys abans. El juliol de 1840, una disputa entre membres de l'expedició i nadius durant un intercanvi de béns a Malolo va desembocar en una batalla entre ambdós grups, en la que va morir el tinent Underwood i el cadet Wilkes Henry, nebot de Charles Wilkes. Per venjar les seves morts, l'expedició va enviar seixanta homes a l'illa, que van matar vuitanta nadius i varen cremar dos poblats.

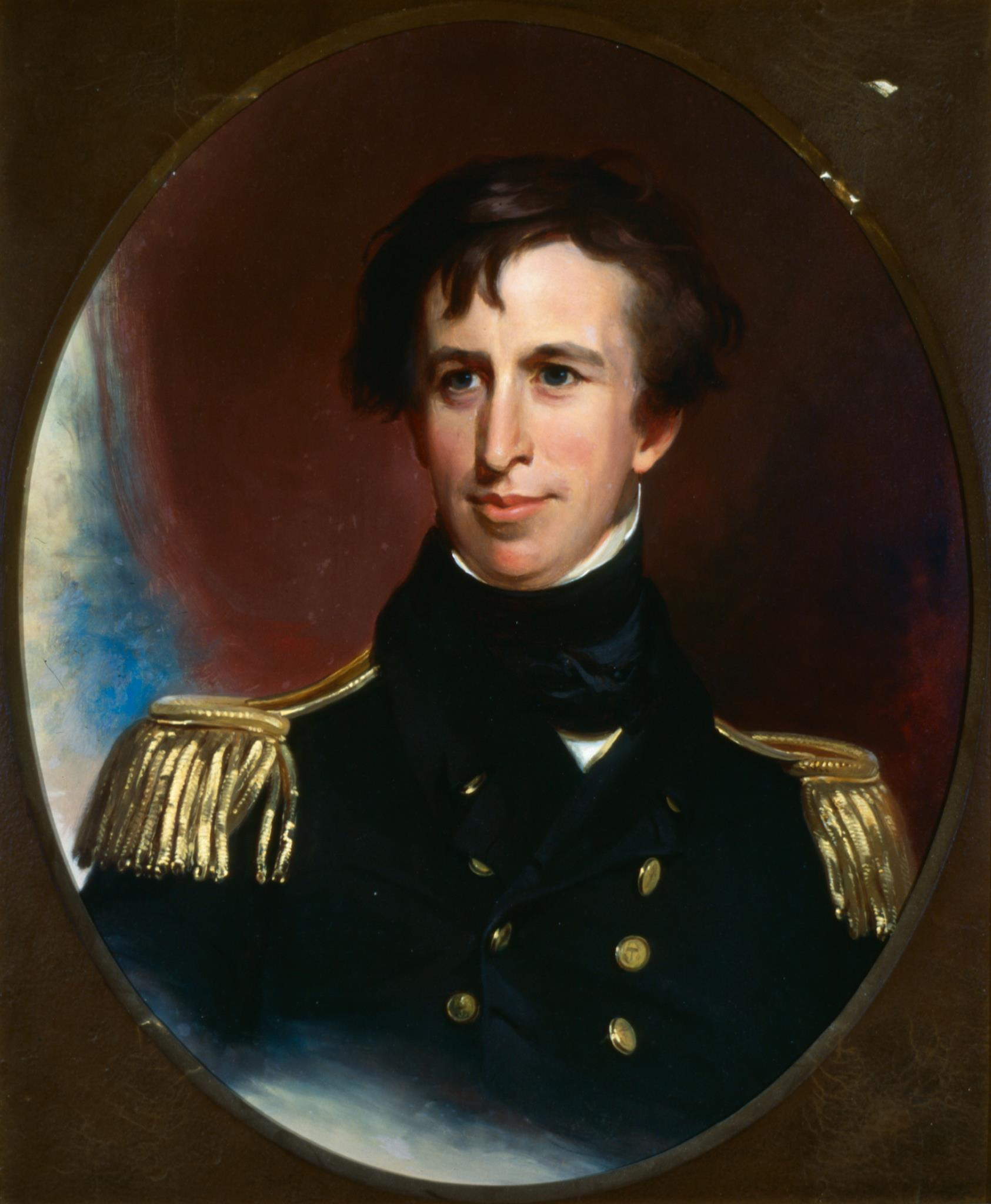
Charles Wilkes

Després de tres mesos cartografiant illes, els vaixells de l'expedició es van reunir a Macuata, i després van salpar cap a les Illes Hawaii. De camí van visitar l'atol Palmyra. Les observacions de diversos atols del Pacífic realitzades pels científics de l'expedició van donar més credibilitat a la teoria de Charles Darwin sobre la formació d'esculls de corall, concebuda pel naturalista anglès durant el segon viatge del HMS Beagle. Un cop a les Illes Hawaii, l'expedició va mesurar i cartografiar les illes de Kauai, Oahu i Hawaii. A Hawaii, el comandant Charles Wilkes va liderar una expedició terrestre al cràter de Mauna Loa, on va dur a terme experiments de magnetisme. El mes de novembre, el USS Porpoise va ser enviat a les Illes Tuamotu per fer més investigacions en solitari. El 5 d'abril de 1841, el Vincennes i el Porpoise van salpar cap al Nord-oest del Pacífic, on els Estats Units i el Regne Unit es disputaven territori, mentre que el Peacock i el Flying Fish van investigar Samoa, a més d'altres illes que avistaren de camí. Al Nord-oest del Pacífic, el Vincennes i el Porpoise van mesurar i cartografiar els complicats canals i estrets de la regió, contactant en el procés amb la Companyia de la Badia de Hudson, que operava en aquella regió. Les tripulacions també van comerciar amb els pobles Clatsop i Chinook. Finalment, el 21 de juny, el Peacock i el Flying Fish salparen cap al Nord-oest del Pacífic per reunir-se amb la resta de l'expedició i realitzar una de les missions més perilloses encomanades a l'esquadra: la investigació de les tumultuoses i violentes aigües de la boca del riu Columbia. El 17 de juliol, el Peacock va xocar contra uns esculls a la boca del Columbia, essent abandonat per la tripulació sense pèrdues humanes. Subseqüentment l'expedició va comprar el bergantí Thomas H. Perkins, el qual reanomenaren USS Oregon, en substitució del Peacock. Seguidament, l'expedició navegà cap al Sud, cartografiant la costa de Califòrnia i la badia de San Francisco. L'expedició emprengué el viatge de retorn en direcció Oest, creuant el Cap de Bona Esperança i arribant a Nova York el 10 de juny de 1842.

## Significació i aportacions científiques
L'expedició va ser un dels primers grans projectes científics dels Estats Units i la recopilació de dades sobre terres poc conegudes, notablement l'Antàrtida, van ser molt significatives. Cent anys més tard, entrada la Segona Guerra Mundial, la Marina dels Estats Units continuava fent ús dels mapes produïts per l'expedició per orientar-se pel Pacífic. El material que l'expedició havia adquirit, com organismes autòctons del Pacífic i eines i armes dels pobles amb els que havien contactat, van suposar les primeres exhibicions del recentment creat Institut Smithsonian. En total, l'expedició va portar 50,000 exemplars de 10,000 espècies, més de 1000 plantes vives i llavors de 648 espècies. Pel que fa a animals, es van portar 2,150 ocells, 134 mamífers i 588 espècies de peix. Addicionalment, es van recol·lectar 300 fòssils, 400 espècies de corall i 1000 espècies de crustaci. També es van portar 208 pots d'insectes.
L'expedició estigué marcada per la difícil relació entre Charles Wilkes i els seus oficials, molts dels quals el consideraven excessivament arrogant i autoritari. Durant l'expedició, Wilkes va expulsar alguns membres que no estaven d'acord amb els seus mètodes, i en retornar als Estats Units van denunciar el comportament del comandant. Un fet controversial consistí en l'apropiació per part de Wilkes d'un títol militar que oficialment no li corresponia. Tot i que Wilkes era tinent, ell creia que mereixia ser ascendit a commodore, en aquell moment el títol naval més alt de la Marina dels Estats Units. Per aquesta raó, en un moment donat de l'expedició va hissar una bandera de commodore sobre el seu vaixell i es va vestir amb les xarreteres de capità, tot i no haver rebut cap notificació oficial d'ascens. Aquest fet, entre d'altres, va provocar l'obertura d'un judici contra Wilkes, tot i que no se'l va declarar culpable de la majoria d'acusacions.
Posteriorment, Wilkes va publicar la seva descripció dels fets en cinc volums, sota el títol Narrative of the United States Exploring Expedition. During the years 1838, 1839, 1840, 1841, 1842